# オクトリカブト
オクトリカブト（奥鳥兜、学名：Aconitum japonicum subsp. subcuneatum）は、キンポウゲ科トリカブト属の疑似一年草。ヤマトリカブト A. japonicum subsp. japonicum を分類上の基本種とする亜種群の一つ、有毒植物。別名、アイズトリカブト。本州の東北地方でもっとも普通に見られるトリカブトである。
ヤマトリカブトを基本種とする亜種群は、北海道の道南地方から本州、四国、九州まで、朝鮮半島、中国大陸東北部に分布するが、本亜種は北海道道南地方と主に東北地方の日本海側に分布し、低地から山地帯の林縁などに生育する。花柄と上萼片に屈毛が生え、葉身が腎円形で5-7浅裂-中裂するのが特徴。

## 特徴
地下の塊根は径1-3cmになる。形態的変異が著しく、茎は草原に生えるときは直立し、林内や林縁に生えるときは斜上し先端は垂れて、高さ・長さは60-200cmになり、ときに300cmを超え、茎の上部に屈毛が生える。中部の茎葉の葉身は腎円形で、長さ7-15.5cm、幅8.5-19cmになり、5-7浅裂-中裂し、裂片はさらに羽裂して、終裂片は狭卵形になるか粗い鋸歯縁になる。葉質はやや厚く、葉身の裏面の葉脈は隆起し、葉柄は長さ2-8cmになる。
花期は8-10月。花序は長さ8-20cmで、散房花序または棒状の円錐花序になり、3-10個ほどの花がつき、上部から下部に向かって開花する。花柄は長さ3-10cmになり、全体に下向きの屈毛が密生する。花は青紫色から菫色、ときに黄白色で、長さは3-5cmになる。花弁にみえるのは萼片で、上萼片1個、側萼片2個、下萼片2個の5個で構成される。かぶと状になる上萼片は背の高い円錐形から僧帽形になり、前方の嘴は長くとがる。萼片の外面に屈毛が生える。花弁は上萼片の中にかくれて見えないが、柄、舷部、蜜を分泌する距、唇部で構成される。1対あり、柄は長さ18-20mm、舷部は幅3-4mmあってふくらみ、距は太く長く180度以上に屈曲するか、まれに短い嚢状、または細く短いか、細く長く屈曲する。雄蕊には開出毛が生え、雌蕊は3-6個あり、無毛か屈毛が生える。果実は長さ16-25mmの袋果になり、直立するかやや斜開する。染色体数2n=32の4倍体種である。 

## 分布と生育環境
日本固有種。北海道の道南地方、本州の新潟県・群馬県以北の日本海側に分布し、低地から山地帯の草原、林内、林縁、ときに高山草原に生育する。

## 名前の由来
和名オクトリカブトは、「奥鳥兜」の意。シノニムの A. subcuneatum Nakai (1914) のタイプ標本の採集地が、青森県八甲田山であることから、「陸奥」（みちのく）に因み、奥鳥兜としたものという。
亜種名 subcuneatum は、「ややくさび形の」の意味。

## 分類
オクトリカブトおよび分類上の基本種ヤマトリカブト A. japonicum とその亜種群は、トリカブト属トリカブト亜属 Subgenus Aconitum のうち、花弁の舷部が距に向かって膨大するキヨミトリカブト節 Section Euchylodea に属し、同節のうち、花はふつう花序の上から下に向かって開花するヤマトリカブト列 Series Japonica に分類される。ヤマトリカブト列に属する日本に分布するの種のうち、温帯に生育する種（高山植物でない種）としては、ヤマトリカブトの他、ヤサカブシ A. nikaii、コウライブシ A. jaluense（亜種にセンウズモドキ subsp. iwatekense がある）、ウゼントリカブト A. okuyamae、オンタケブシ Aconitum metajaponicum、 カワチブシ A. grossedentatum が属する。ヤマトリカブトとその亜種群、ヤサカブシは、花柄と上萼片に屈毛が生えること。ウゼントリカブトとオンタケブシは、葉が腎円形で3浅裂-中裂し、花柄と上萼片に開出毛と腺毛が生え、上萼片の嘴は短いこと。コウライブシは、葉が五角形で3全裂-深裂し、花柄と上萼片に開出毛と腺毛が生え、上萼片の嘴は長いこと。カワチブシの花柄と上萼片は無毛であることが異なる。なお、オンタケブシは分布が限られ極まれな種であり、ヤサカブシは山口県にのみ分布する種である。

## ヤマトリカブト類の分類
| 和名             | 亜種名 subsp. | 変種名 var. | 分布地                              | 茎の長さ            | 葉身                             | 花序、長さ、花数             | 上萼片、嘴                      |
| ---------------- | ------------- | ----------- | ----------------------------------- | ------------------- | -------------------------------- | ---------------------------- | ------------------------------- |
| ヤマトリカブト   | japonicum     |             | 栃木県-愛知県の太平洋側             | 60-200cm            | 五角形-五角形状円形、3深裂-中裂  | 散房状-総状、5-8cm、1-5個    | 円頭の円錐形-僧帽形、長い、短い |
| オクトリカブト   | subcuneatum   |             | 道南、東北地方の日本海側、新潟県    | 60-200cm            | 腎円形、5-7浅裂-中裂             | 棒状の円錐状、8-20cm、3-10個 | 背の高い円錐形-僧帽形、長い     |
| ツクバトリカブト | maritimum     |             | 東北地方-関東地方の太平洋側、長野県 | 60-150cm            | 五角形-五角形状円形、3全裂-3深裂 | 小型の円錐状、5-10cm、2-6個  | 僧帽形、短い                    |
| イヤリトリカブト | maritimum     | iyariense   | 長野県北部特産                      | 300cm、上部はつる状 |                                  |                              |                                 |
| イブキトリカブト | ibukiense     |             | 福井県-兵庫県の日本海側             | 25-180cm            | 腎円形-五角形状円形、3中裂-3深裂 | 散房状-総状、4-14cm、2-7個   | 円頭の円錐形-僧帽形、短い       |
| タンナトリカブト | napiforme     |             | 中国地方、四国、九州                | 15-150cm            | 五角形-五角形状円形、3全裂-3深裂 | 散房状、4.5-16cm、2-8個      | 僧帽形、長い                    |

共通することは、花柄と上萼片に屈毛が生えること。
- ヤマトリカブト（山鳥兜[8]、Aconitum japonicum Thunb. (1784) subsp. japonicum[15]）- 分類上の基本種。茎は高さ60-200cmになり、葉身は五角形-五角形状円形で、3深裂-中裂し、花序は散房状から総状になる。本州の栃木県から愛知県にかけて分布する[3]。
- オクトリカブト（奥鳥兜[8]、Aconitum japonicum Thunb. subsp. subcuneatum (Nakai) Kadota (1987)[1] - 本亜種。尾瀬およびその周辺の草原に分布する本亜種の直立型を「オゼトリカブト」ということがある。また、佐渡島と新潟県中部に分布し、葉が3深裂するものを「サドブシ」ということがある[3]。
- ツクバトリカブト（筑波鳥兜[8]、Aconitum japonicum Thunb. subsp. maritimum (Tamura et Namba) Kadota (1983)[16]）- 茎は高さ60-150cmになり、葉身は五角形-五角形状円形で、3全裂-深裂し、花序は小型の円錐状になる。東北地方から関東地方の太平洋側の山地、群馬県、長野県に分布する[3]。
  - イヤリトリカブト（Aconitum japonicum Thunb. subsp. maritimum (Tamura et Namba) Kadota var. iyariense Kadota (1987)[17]）- ツクバトリカブトの変種で、茎は高さ300cmになり、茎の上部がつる状になるもの。長野県北部に分布する[3]。
- イブキトリカブト（伊吹鳥兜[8]、別名、キタヤマブシ、Aconitum japonicum Thunb. subsp. ibukiense (Nakai) Kadota (1987)[18]）- 茎は高さ25-180cmになり、葉身は腎円形-五角形状円形で、3中裂-深裂し、花序は散房状から総状になる。福井県から兵庫県、山口県の日本海側に分布する[3]。
- タンナトリカブト（耽羅鳥兜[9]、別名、サンインヤマトリカブト、Aconitum japonicum Thunb. subsp. napiforme (H.Lév. et Vaniot) Kadota (1987)[19]）- 茎は高さ15-150cmになり、葉身は五角形-五角形状円形で、3全裂-深裂し、花序は散房状になる。中国地方、四国、九州、朝鮮半島、中国大陸東北部に分布する[3]。

## ギャラリー

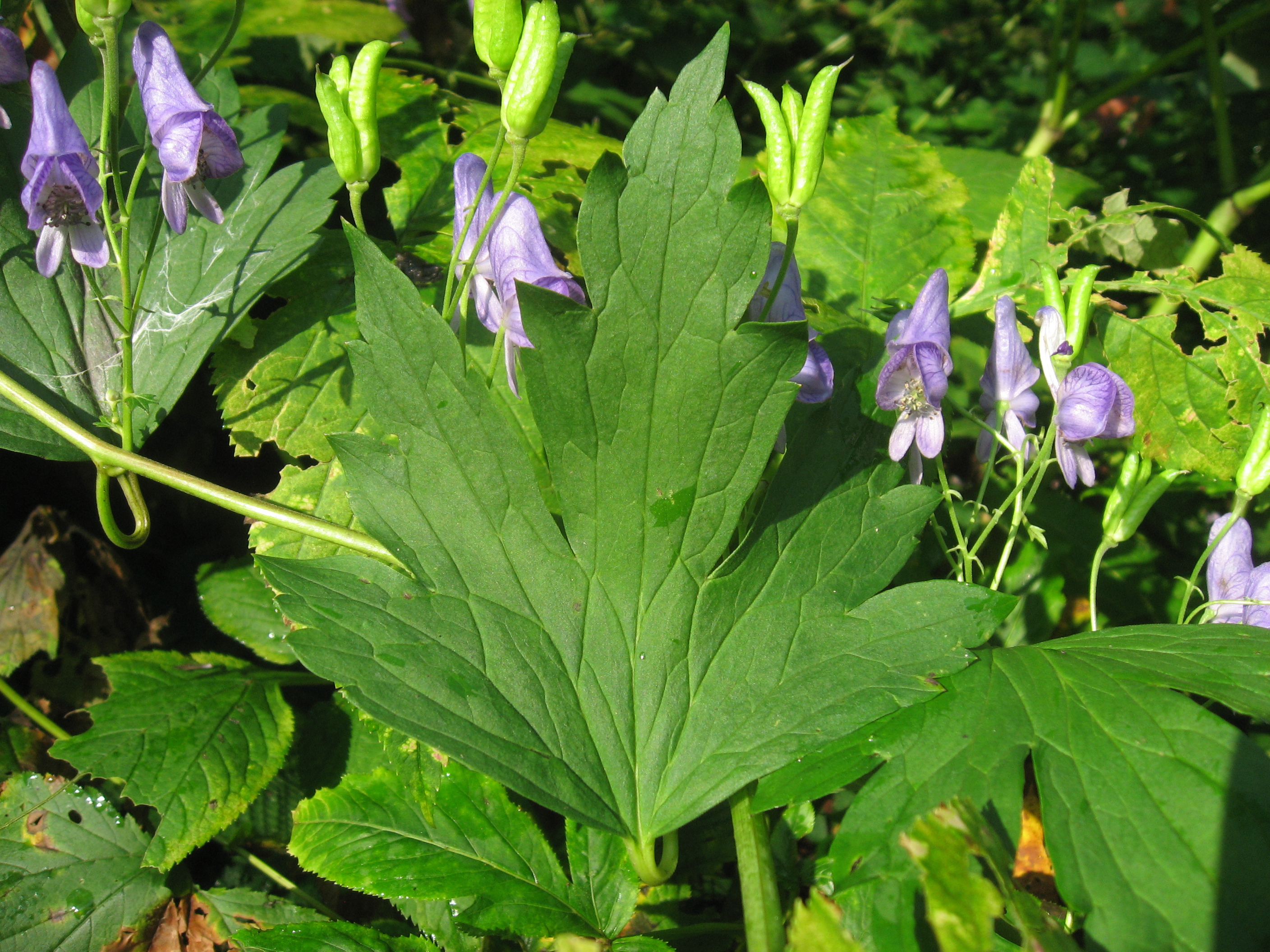
葉は腎円形で、5-7浅裂～中裂し、裂片はさらに羽裂して、終裂片は狭卵形になるか粗い鋸歯縁になる。
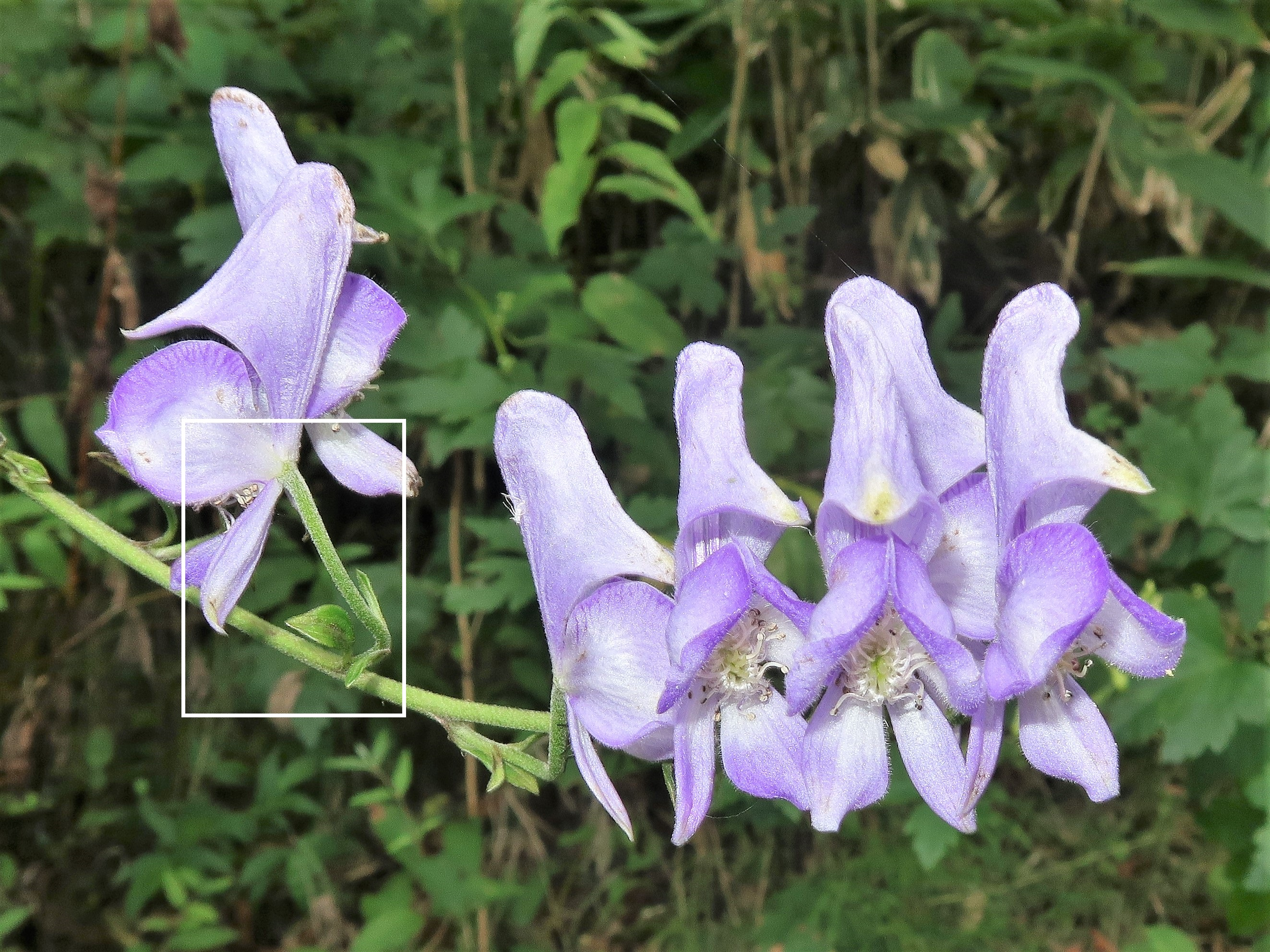
花弁にみえるのは萼片で、上萼片1個、側萼片2個、下萼片2個の5個で構成される。かぶと状になる上萼片は背の高い円錐形から僧帽形になり、前方の嘴は長くとがる。白色の四角形を右写真に拡大。
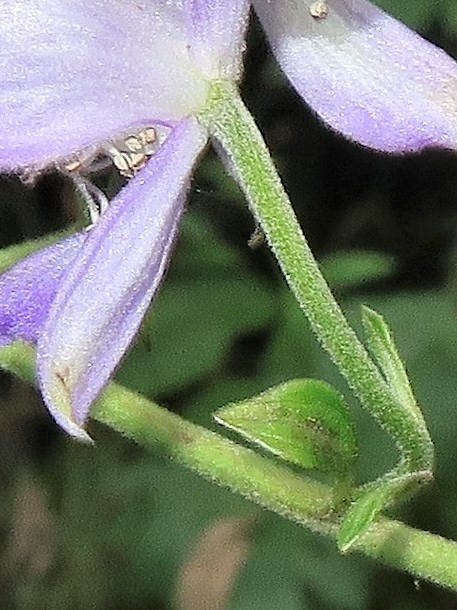
左の白色の四角形の拡大。花柄の全体に屈毛が生え、茎の上部にも屈毛が生える。
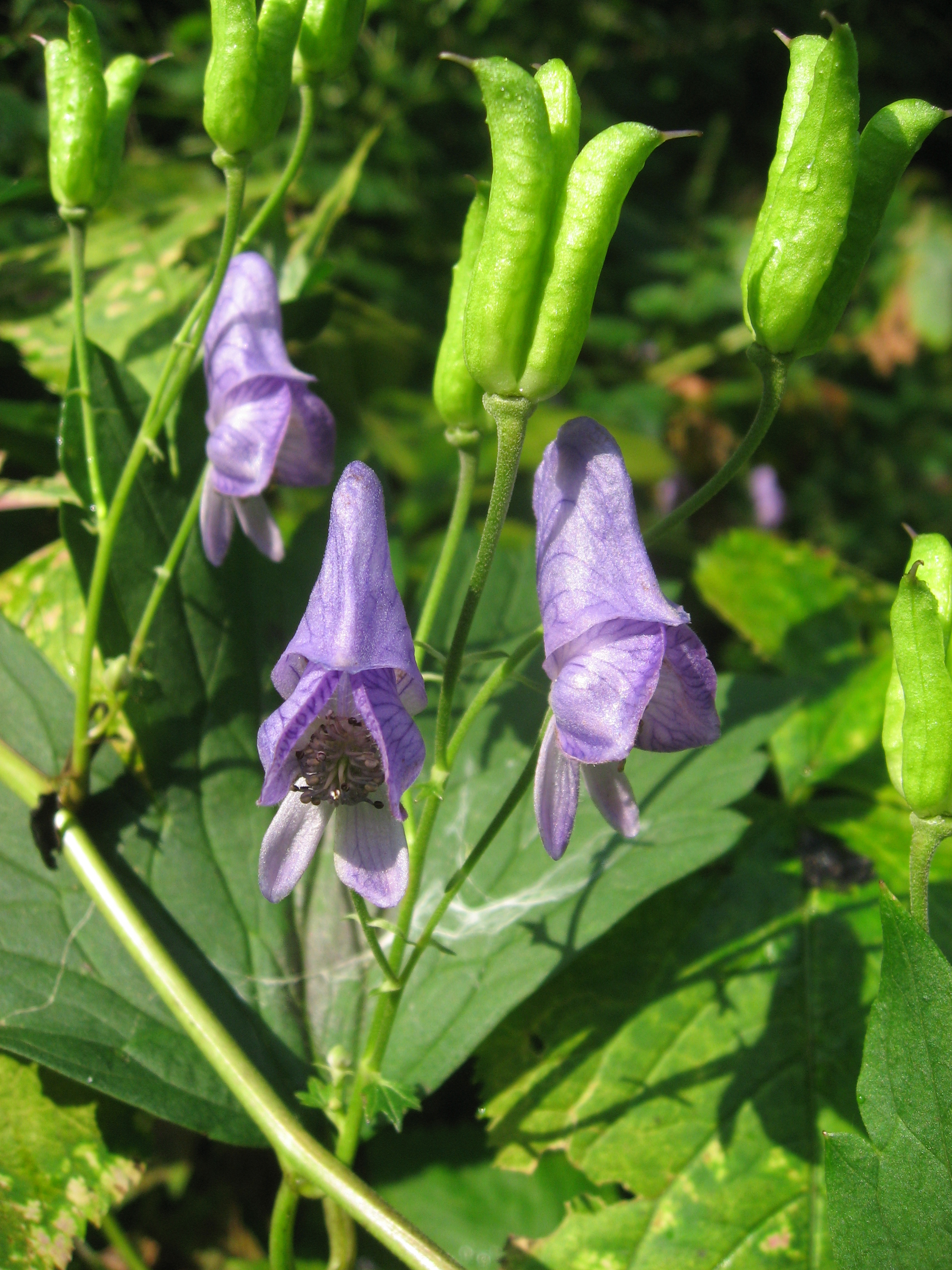
果実は袋果になり、直立するかやや斜開する。
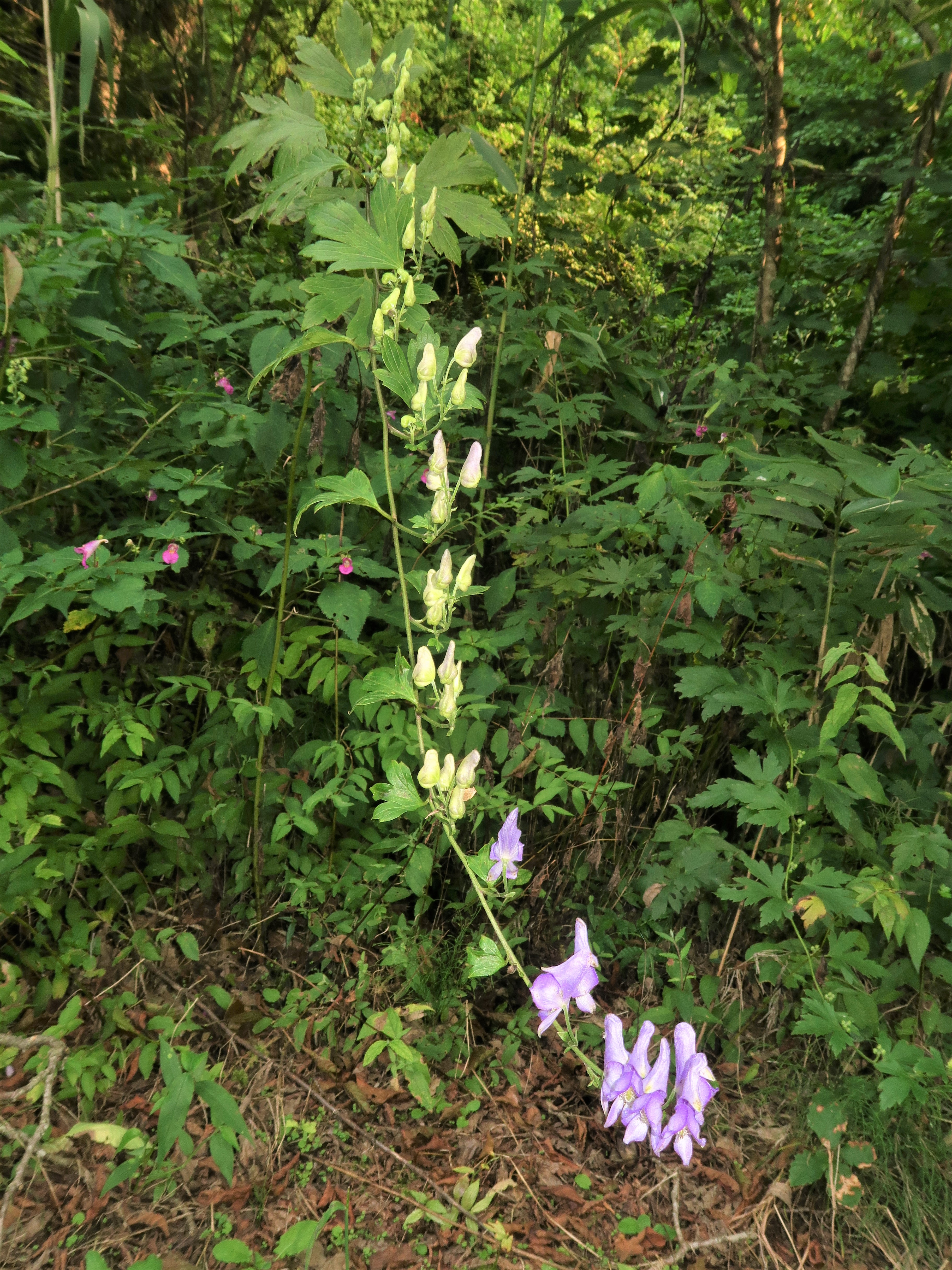
林内や林縁に生えるときは、茎は斜上し先端は垂れる。300cmを超える個体。
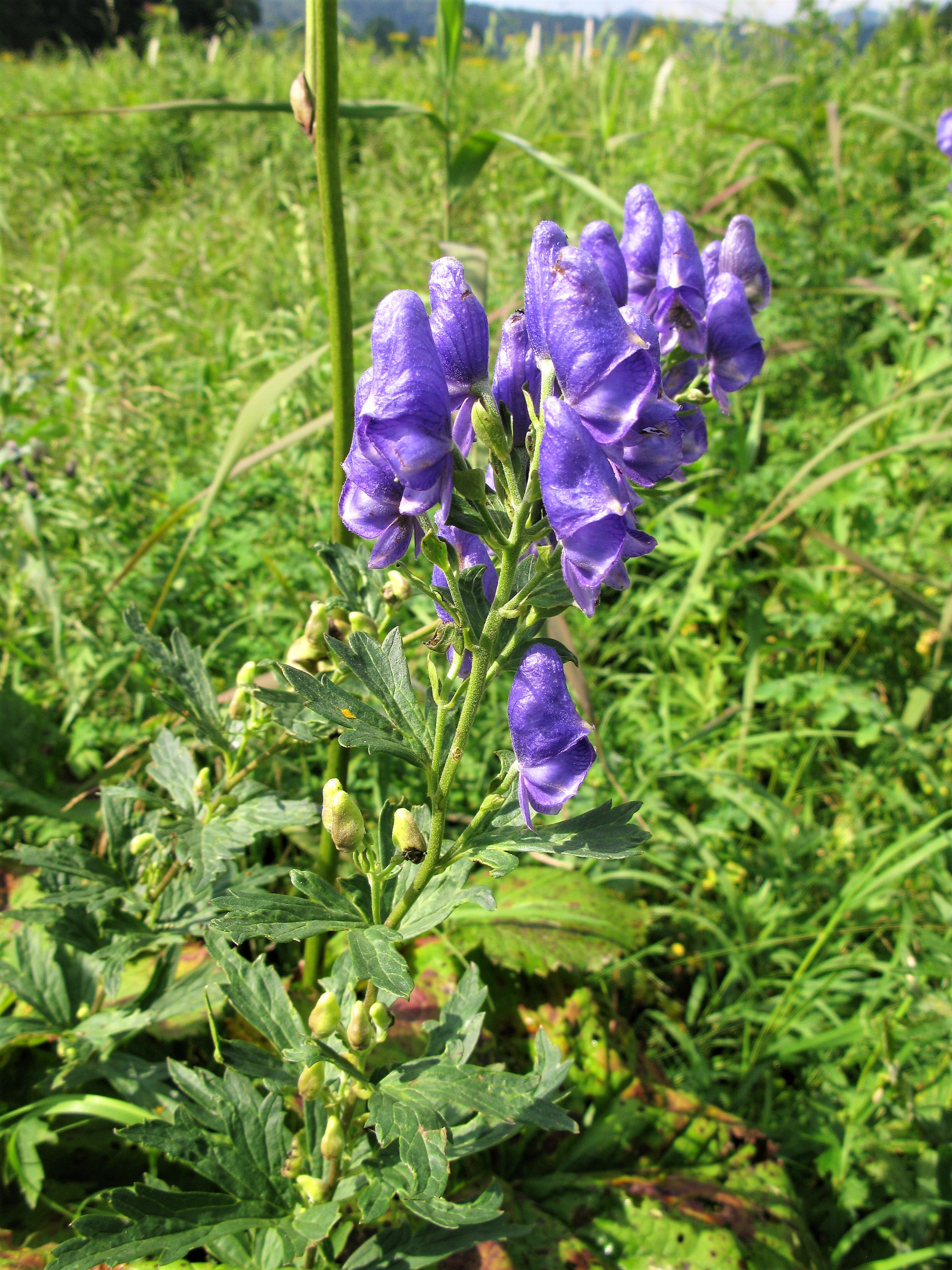
尾瀬で直立する個体。大江湿原（2013年8月中旬）